# Liste der Mitglieder der National Academy of Sciences/1895
Im Jahr 1895 wählte die National Academy of Sciences der Vereinigten Staaten 7 Personen zu ihren Mitgliedern.

## Neugewählte Mitglieder
- William Elkin (1855–1933)
- Rudolph Leuckart (1822–1898)
- Sophus Lie (1842–1899)
- Charles Sargent (1841–1927)
- William Welch (1850–1934)
- Charles Otis Whitman (1842–1910)
- Julius von Sachs (1832–1897)